# Pieter-Jan De Smet (muzikant)
Pieter-Jan De Smet (16 februari 1968) is een Vlaamse zanger en gitarist van de naar hem genoemde band PJDS. Hij speelde als acteur van 1991 tot 1994 de rol van Charles-Victor Blomme in de VTM televisieserie De Kotmadam, een rol die enkele jaren aan hem bleef kleven en is recenter betrokken in meerdere producties van het theatergezelschap Theater Zuidpool.

## Biografie
De Smet begon al een muziekband op 12-jarige leeftijd, Route 66. Die band was vernoemd naar het eerste nummer dat hij kon spelen op de gitaar van zijn vader. Later volgde diverse andere coverbands. Op 17-jarige leeftijd begon hij zelf eigen nummers te schrijven. Hij volgde de acteursopleiding aan de Studio Herman Teirlinck waar hij in 1990 afstudeerde en speelde in de groep The Lionhearts. Maar niet veel later verliet hij de band nadat hij de gitarist Geoffrey Burton had ontmoet en startte samen met hem een groep onder zijn eigen naam, wat vanaf 2001 PJDS zou worden. Met die groep bracht hij in verschillende bezettingen en groepsnamen in totaal 5 albums uit.
Voor Theater Zuidpool componeerde hij reeds meerdere malen de muziek, en in het seizoen 2008 - 2009 bracht hij met dit gezelschap Cockfish op de planken. Zijn muzikale en acteeractiviteiten spitsen zich de laatste jaren toe op het theater.
In 2023 bracht bij een plaat uit met Buck, een eerbetoon aan de muziek van Walter De Buck, en dit in samenwerking met Trefpunt vzw.

## Filmografie

### Series
| Jaar      | Serie       | Personage             |
| --------- | ----------- | --------------------- |
| 1991-1994 | De Kotmadam | Charles-Victor Blomme |

### Nasynchronisatie

#### Films
| Jaar | Film                                              | Personage                       |
| ---- | ------------------------------------------------- | ------------------------------- |
| 2013 | De Club van Sinterklaas & De Pietenschool         | Hoge Hoogte Piet                |
| 2014 | De Club van Sinterklaas & Het Pratende Paard      | Hoge Hoogte Piet                |
| 2014 | Planes 2: Redden & Blussen                        | Overige stemmen                 |
| 2016 | De Club van Sinterklaas & Geblaf op de Pakjesboot | Hoge Hoogte Piet                |
| 2020 | Sinterklaas en de Gouden Chocolademunten          | Hoge Hoogte Piet                |
| 2023 | Spider-Man: Een Grenzeloos Universum              | Miguel O'Hara / Spider-Man 2099 |

#### Series
| Jaar   | Serie      | Personage |
| ------ | ---------- | --------- |
| 2008-? | Pat & Stan | Pat       |